# マルセリーニョ・ジュニオール・ロペス・アルーダ
マゾーラ（Mazzola）こと、マルセリーニョ・ジュニオール・ロペス・アルーダ（Marcerino Junior Lopes Arruda、1989年5月8日 - ）は、ブラジル・サンパウロ州グアルーリョス出身のサッカー選手。ポジションはフォワード。イピランガ-RS所属。
Jリーグ時代の登録名はマゾーラ、Kリーグ時代の登録名はマジョッラ（ハングル: 마졸라）。

## 経歴
ポルトゥゲーザの下部組織で育ち、2005年にイトゥアーノFCと契約。2006年にサンパウロFCに移籍し、2010年はグアラニFCに期限付き移籍していた。
2011年1月29日、浦和レッドダイヤモンズへ期限付き移籍した。移籍の際にはクラブから「抜群のスピードと突破力を誇る左利きのアタッカー。周囲を生かしてチャンスメイクもでき、勝利へのすさまじい執念も併せ持つ。」と紹介された。
浦和では時折、スピードを生かしたドリブルと破壊力のある左足のシュートを見せる事もあったが、コンディションの調整や周囲との連携に苦しみ、スタメン定着をすることは出来ず、2011年12月25日に本来の所属元であるサンパウロFCへの復帰が発表された。
2012年からは元日本代表監督、岡田武史が率いる中国サッカー・スーパーリーグの杭州緑城でプレー。
2014年7月30日、フィゲイレンセへレンタル移籍。
2015年8月5日、セアラーへレンタル移籍。
2016年2月29日、貴州智誠へ移籍。
2017年、金甫炅が移籍し、代わりとなるサイドアタッカーの補強を急務としていた全北現代モータースへ移籍。加入後は崔康熙監督の期待も大きく、背番号10を付けたがシーズン前に負った怪我が完治せず、公式戦の出場無しに6月30日に契約解除が発表された。。
2018年、CRBに移籍。

## 個人成績
2014年3月現在
| 国内大会個人成績 | 国内大会個人成績 | 国内大会個人成績 | 国内大会個人成績 | 国内大会個人成績 | 国内大会個人成績 | 国内大会個人成績 | 国内大会個人成績 | 国内大会個人成績 | 国内大会個人成績 | 国内大会個人成績 | 国内大会個人成績 |
| 年度             | クラブ           | 背番号           | リーグ           | リーグ戦         | リーグ戦         | リーグ杯         | リーグ杯         | オープン杯       | オープン杯       | 期間通算         | 期間通算         |
| 年度             | クラブ           | 背番号           | リーグ           | 出場             | 得点             | 出場             | 得点             | 出場             | 得点             | 出場             | 得点             |
| ブラジル         | ブラジル         | ブラジル         | ブラジル         | リーグ戦         | リーグ戦         | ブラジル杯       | ブラジル杯       | オープン杯       | オープン杯       | 期間通算         | 期間通算         |
| ---------------- | ---------------- | ---------------- | ---------------- | ---------------- | ---------------- | ---------------- | ---------------- | ---------------- | ---------------- | ---------------- | ---------------- |
| 2010             | パウリスタ       | 21               | パウリスタA1     | 12               | 2                |                  |                  | -                | -                | 12               | 2                |
| 2010             | サンパウロ       |                  | パウリスタA1     | 1                | 0                |                  |                  | -                | -                | 1                | 0                |
| 2010             | グアラニ         | 11               | セリエA          | 29               | 6                |                  |                  | -                | -                | 29               | 6                |
| 2011             | サンパウロ       |                  | パウリスタA1     | 1                | 0                |                  |                  | -                | -                | 1                | 0                |
| 日本             | 日本             | 日本             | 日本             | リーグ戦         | リーグ戦         | リーグ杯         | リーグ杯         | 天皇杯           | 天皇杯           | 期間通算         | 期間通算         |
| 2011             | 浦和             | 29               | J1               | 21               | 3                | 3                | 0                | 2                | 1                | 26               | 4                |
| 中国             | 中国             | 中国             | 中国             | リーグ戦         | リーグ戦         | リーグ杯         | リーグ杯         | FA杯             | FA杯             | 期間通算         | 期間通算         |
| 2012             | 杭州緑城         | 9                | 超級             | 20               | 3                |                  |                  | 2                | 0                | 22               | 3                |
| 2013             | 杭州緑城         | 9                | 超級             | 22               | 0                |                  |                  |                  |                  | 22               | 0                |
| ポルトガル       | ポルトガル       | ポルトガル       | ポルトガル       | リーグ戦         | リーグ戦         | リーグ杯         | リーグ杯         | ポルトガル杯     | ポルトガル杯     | 期間通算         | 期間通算         |
| 2013-14          | ポルティモネンセ | 12               | セグンダ         | 7                | 2                | 0                | 0                | 0                | 0                | 7                | 2                |
| 通算             | ブラジル         | ブラジル         | セリエA          | 29               | 6                |                  |                  | -                | -                | 29               | 6                |
| 通算             | 日本             | 日本             | J1               | 21               | 3                | 3                | 0                | 2                | 1                | 26               | 4                |
| 通算             | 中国             | 中国             | 超級             | 42               | 3                |                  |                  | 2                | 0                | 44               | 3                |
| 通算             | ポルトガル       | ポルトガル       | セグンダ         | 7                | 2                | 0                | 0                | 0                | 0                | 7                | 2                |
| 総通算           | 総通算           | 総通算           | 総通算           | 113              | 15               |                  |                  |                  |                  | 120              | 17               |

## タイトル
フィゲイレンセFC
- カンピオナート・カタリネンセ：1回（2015）